# 轟村
轟村（とどろきむら）は、熊本県宇土郡にあった村。

## 地理
- 河川：浦上川
- 山：白山

## 歴史
- 1889年（明治22年）4月1日 - 栗崎村、石橋村、神合村、宮庄村、椿原村、神馬村が合併して発足。
- 1954年（昭和29年）4月1日 - 宇土町、花園村、緑川村、網津村と新設合併して宇土町になり、消滅。